# Чернуха (клише)
«Черну́ха» (также прямое кино, нуар, трэш, фр. noir) — слово, которым обозначались художественные произведения, где создатели изображали неприглядные и крайне натуралистичные, тёмные стороны жизни, быта, проникнутые обречённостью и беспросветностью, сопровождающиеся сценами жестокости и насилия. Распространена в первую очередь в кинематографе и литературе как одно из проявлений гиперреализма.
Использовался как публицистический штамп, популярный в некоторых странах Европы в 1970—1980-х годах, а также в конце 1980-х — начале 1990-х годов в СССР, бывших советских республиках и странах Восточной Европы, в первую очередь в Румынии 2000-x годов.
В 2000-х и 2010-х годах в кинематографе России, Румынии и Венесуэлы жанр гиперреализма иногда истолковывается критиками как проявление эпатажной чернухи, использование которой зачастую объясняется желанием во что бы то ни стало привлечь внимание западной прессы на кинофестивалях.

## В кино

### Западноевропейский кинематограф
Для европейского кинематографа характерны произведения с повышенным интересом режиссёров к негативным сторонам жизни, описываемым при реконструкции исторических событий, произошедших до и во время нашей эры, например, — к поведению некоторых исторических личностей («Калигула»), а также при экранизации литературных произведений, например, — фильм «Сало, или 120 дней Содома», поставленный по мотивам романа Маркиза де Сада.

### Кинематограф на русском языке
Для советского и затем российского кинематографа и литературы того времени характерны произведения с повышенным интересом к негативным сторонам жизни современного советского (российского) общества — проституции («Интердевочка»), наркомании («Игла», «Дорога в ад», «Трагедия в стиле рок»), армейским реалиям вообще и дедовщине в частности («Команда „33“», «Караул», «Ивин А.», «Сто дней до приказа», «Делай — раз!», «Кислородный голод»), преступности, в числе последних были специально посвящённые уголовным реалиям («Воры в законе», «Беспредел», «Камышовый рай»), также появились и другие остросюжетные социальные драмы, такие как «Маленькая Вера», «ЧП районного масштаба», «Авария — дочь мента», «Меня зовут Арлекино», «Дорогая Елена Сергеевна», «Астенический синдром», «Мигранты» (все эти произведения клеймились появившимся ещё с ранних советских времён штампом «очернение действительности» (или «очернение социалистических реалий»), отсюда и название «чернуха»). Данное явление обычно связывают с резким ослаблением советской цензуры в эпоху Перестройки и гласности — многие авторы с большим энтузиазмом принялись в течение того периода выпускать фильмы и книги на ранее запретные темы. Некоторые такие проекты создавались в рамках «кооперативного кино» полупрофессиональными кинематографистами.

### Восточноевропейский кинематограф
В современном румынском кинематографе элементы чернухи можно усмотреть в гипертрофированном внимании режиссёров к бытовым проблемам персонажей, к нелегальным абортам, к тематике сексуальногo принуждения, эксплуатации, и т. д. Элементы «румынской чернухи» усматриваются в таких картинах как «4 месяца, 3 недели и 2 дня», «Марилена с Седьмой улицы», «За холмами» и других.

### Латиноамериканский кинематограф
В латиноамериканском кинематографе 2000-х годов наблюдается возрождение интереса к жанрам, близким нуару и чернухе, которая выражается в первую очередь в демонстрации визуально неприглядных сцен бытового, почти рутинного, насилия, бедности, наркоторговли, анархии, вымогательства и коррупции. Типичными примерами стали картины «Экспресс-похищение» (Якубович, Венесуэла) и «Операция Э» (Колумбия-Франция). Интересно, что эта продукция направлена, в первую очередь, на зрителей из Западной Европы и США и неоднозначно воспринимается латиноамериканскими критиками. Параллельно в латиноамериканском же кино сохраняется контрастная традиция выпускать также и большое количество кинематографической продукции гораздо более лёгких, сглаженных тонов, которые популярны в народе (теленовеллы и телесериалы).